# 西山孝 (実業家)
西山 孝(にしやま たかし、1935年8月18日 - 2016年4月25日）は、日本の経営者。ミニストップ社長、会長を務めた。岡山県岡山市出身。

## 経歴
1958年に大阪市立大学商学部を卒業。野村證券での勤務を経て、1968年に明星食品取締役に就任し、1978年に常務を経て、1983年5月にミニストップ社長に就任。1995年5月に会長を経て、1998年5月には監査役に就任。
2016年4月25日、喘息のために死去。80歳没。